# Zoo Hluboká nad Vltavou
Koordinaten: 49° 2′ 32,2″ N, 14° 25′ 20,6″ O

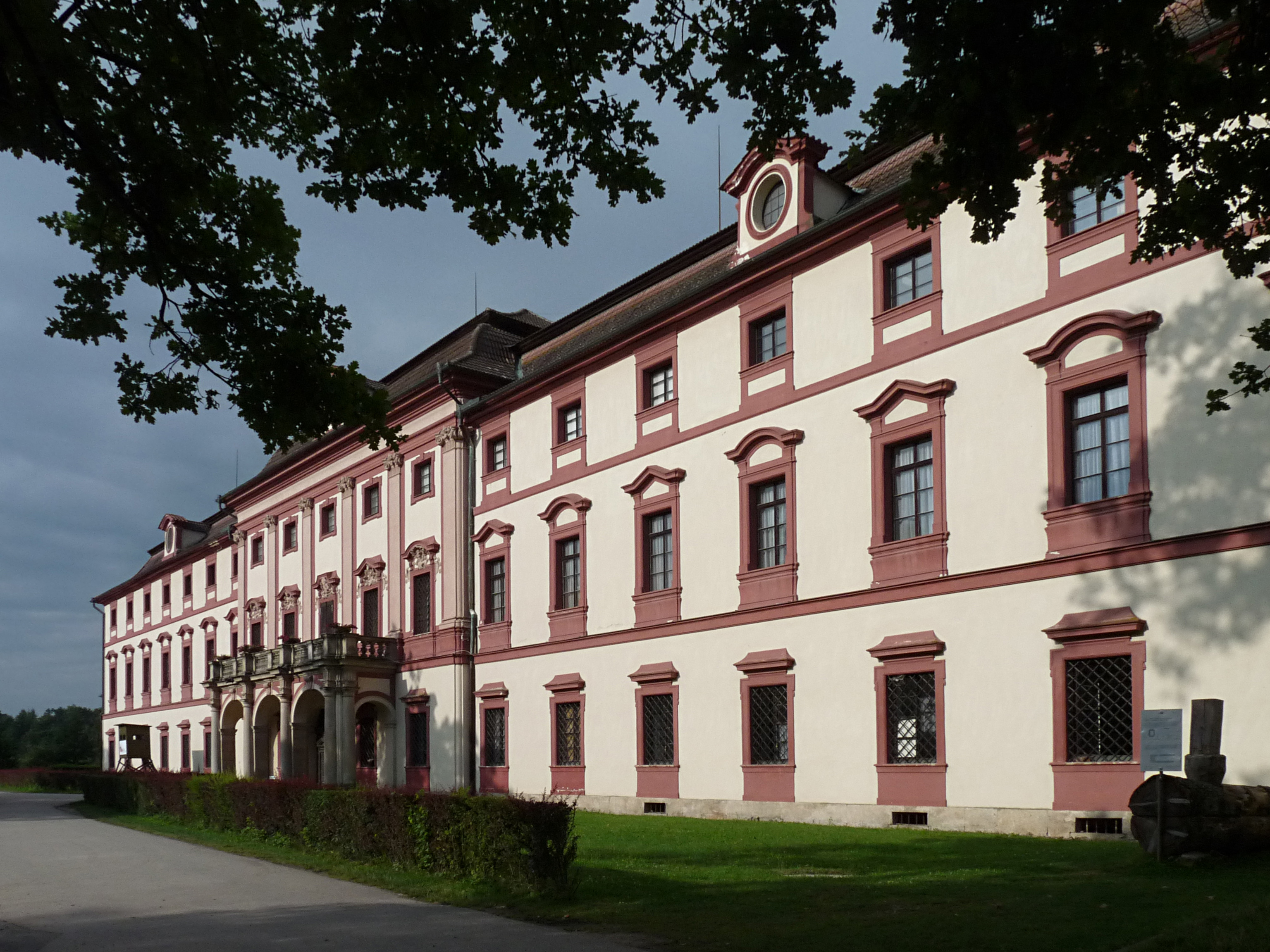
Schloss Ohrada

Der Zoo Hluboká nad Vltavou, meist kurz Zoo Hluboká oder weiterhin mit dem ehemaligen Namen Zoo Ohrada genannt, ist ein zoologischer Garten in der tschechischen Stadt Hluboká nad Vltavou in der Region Jihočeský kraj. Die offizielle Bezeichnung lautet Jihočeská zoologická zahrada Hluboká nad Vltavou. Der Zoo ist bei der European Association of Zoos and Aquaria (EAZA), der World Association of Zoos and Aquariums (WAZA) sowie der Eurasian Regional Association of Zoos and Aquariums (EARAZA) akkreditiert, außerdem Gründungsmitglied der Union of Czech and Slovak Zoos (UCSZOO) und arbeitet mit der International Zoo Educators Association (IZE) zusammen.

## Geschichte
Bereits Anfang des 20. Jahrhunderts verfügte das Jagdschloss Wohrad über einen „umfangreiche[n] Tiergarten“, der als Sehenswürdigkeit bekannt war.
Am 1. Mai 1939 eröffnete die Familie Schwarzenberg, die das Jagdschloss Ohrada betrieb, einen kleinen Zoo neben dem Schloss, in dem einige europäische Wildtiere sowie einzelne exotische Arten ausgestellt wurden. Durch den  Zweiten Weltkrieg konnte sich der Zoo nicht weiterentwickeln und wurde 1947 vom Staat beschlagnahmt. Anschließend betrieben ihn verschiedene Organisationen, die weder Erfahrung in der Führung eines Zoos hatten noch über die finanziellen Mittel für notwendige Modernisierungen verfügten. 1971 befand sich der Zoo in einem desolaten Zustand, die Schließung drohte und er konnte nur mithilfe von Spenden weitergeführt werden.
1990 erhielt der Zoo eine staatliche Verwaltung und zählte als Ohrada Zoo zu den Gründungsmitgliedern der Union der Tschechischen und Slowakischen Zoologischen Gärten. Die neue Zooleitung erarbeitete im Jahr 2000 ein Konzept für die Gestaltung des Zoos, der sich nun auf die paläarktische Fauna mit dem Schwerpunkt gefährdeter Arten Tschechiens und Mitteleuropas spezialisierte. Ausgewählte exotische Arten wurden nur noch vereinzelt gezeigt. 2014 erhielt der Zoo einen weiteren Flächenabschnitt und erreichte dadurch eine Größe von sechs Hektar, wovon 4,8 Hektar als Ausstellungsfläche zur Verfügung stehen. Seit 2015 trägt der Zoo den Namen Jihočeská zoologická zahrada Hluboká nad Vltavou, meist als Zoo Hluboká abgekürzt.

## Tierbestand und Anlagenkonzept
Im Zoo Hluboká nad Vltavou wurden Ende 2022 insgesamt 2126 Tiere in 282 Arten gezählt, die sich in folgende Arten verteilten: 47 Säugetiere, 116 Vögel, 42 Reptilien, 10 Amphibien, 35 Fische und 32 Wirbellose. Außerdem wurden 11 Ameisenstaaten sowie ein Termitenstaat ausgestellt. Der Zoo ist in mehrere Bereiche unterteilt, darunter Sektionen für die Faunen Australiens und Amerikas. Schwerpunktmäßig werden im Zoo jedoch Tiere Europas und hier speziell der heimischen Fauna gezeigt. Im Nordwesten wird der Zoo vom Schloss Ohrada begrenzt, ist in eine Teichlandschaft eingebettet und im Süden vom Velký Zvolenov, im Norden vom Munický rybnik begrenzt. An den Ufern der Teiche werden verschiedene Reiher-, Kranich-, Kormoran-, Pelikan-, Flamingo- und Entenarten sowie Störche gehalten. Auf dem Gelände befinden sich außerdem ein Streichelzoo, ein Kinderspielplatz, ein Sommertheater, ein Bildungszentrum, eine Tierpflegestation sowie Andenken- und Erfrischungsstände.

## Arterhaltungs- und Schutzprogramme
Der Zoo Hluboká nad Vltavou beteiligt sich an vielen nationalen und internationalen Projekten zum Schutz und zur Rettung bedrohter Tierarten, setzt jedoch einen Schwerpunkt auf die Fauna Tschechiens.
- Ziel eines Projekts im Zoo selbst ist es, detaillierte Informationen über das Überleben von Haussperlingen zu erhalten. Diese Art ist in den letzten Jahren stark zurückgegangen. Der Hauptgrund dürfte der Mangel an Nahrungsmitteln sein. Im Zoo gibt es hingegen viele Nahrungsquellen, so dass die Sperlinge hier die Wintersaison besser als in vielen anderen Gebieten überstehen können. Durch die Einbindung von Zoobesuchern wird versucht, für dieses Projekt eine große Menge an Daten zur Sperlingsverbreitung zu gewinnen.[5]
- Das Hauptziel eines weiteren Programms besteht darin, die Erhaltung des Europäischen Ziesels in Tschechien sicherzustellen. Einer der Schritte dazu war die Einrichtung von Zieselzuchtstationen an drei verschiedenen Orten, mit dem Bestreben, Zuchten mit genetisch geeigneten Individuen durchzuführen. Die nachgezüchteten Tiere werden dann an ausgewählten Orten wieder ausgewildert.[5]
- Von Zeit zu Zeit finden auf dem Gebiet des Zoos entomologische Untersuchungen mit dem Schwerpunkt auf die Käferfauna statt. Ziel ist es, das Artenspektrum solcher Käfergruppen herauszufinden, die an die Umgebung des Zoos gebunden sind und beispielsweise in den  Feuchtbiotopen der Teichufer vorkommen. Außerdem werden Wiesenbiotope und Parkanlagen mit altem Eichenbestand untersucht. Neben Zoopersonal beteiligen sich auch Hobbyentomologen an dem Projekt.[5]
- Der Zoo nimmt auch an der Kartierung des Vorkommens von Amphibien in Tschechien teil.[5]
- Ein besonderes Anliegen des Zoos ist es, verletzte und kranke Wildtiere gesund zu pflegen. Zum Teil wird dies in einer Rettungsstation im Zoo durchgeführt. Da qualifiziertes Personal mit Erfahrung in der Pflege von Wildtieren mit einem vielfältigen veterinärmedizinischen Hintergrund in einem Tierschutzzentrum nahe Temelín  zur Verfügung steht, werden schwierige Fälle dort weiterbehandelt. Das gemeinsame Ziel ist die vollständige Genesung der Tiere und Rückkehr in die Wildnis.[5]

## Galerie
Die nachfolgende Bildauswahl zeigt einige Tiere aus dem Bestand des Zoos in Hluboká nad Vltavou:

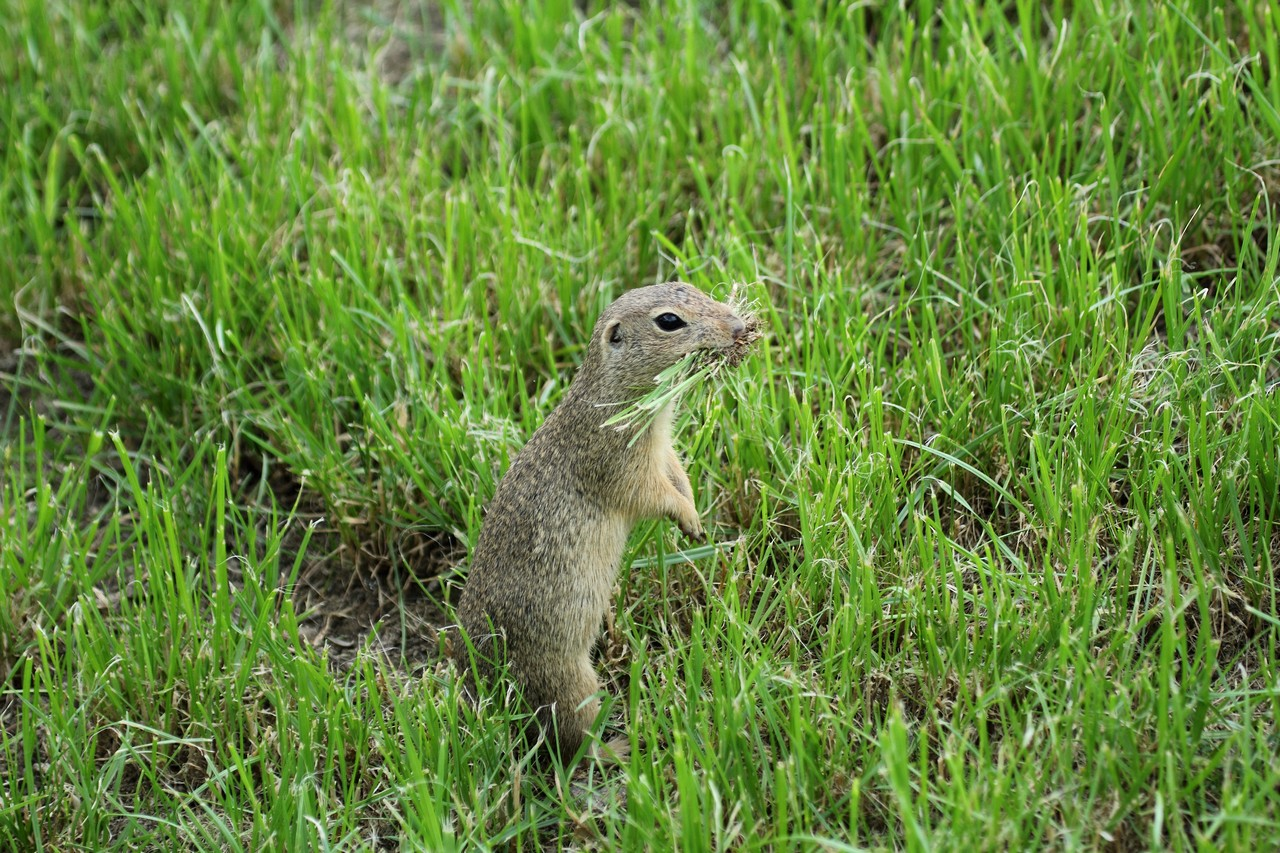
Europäischer Ziesel
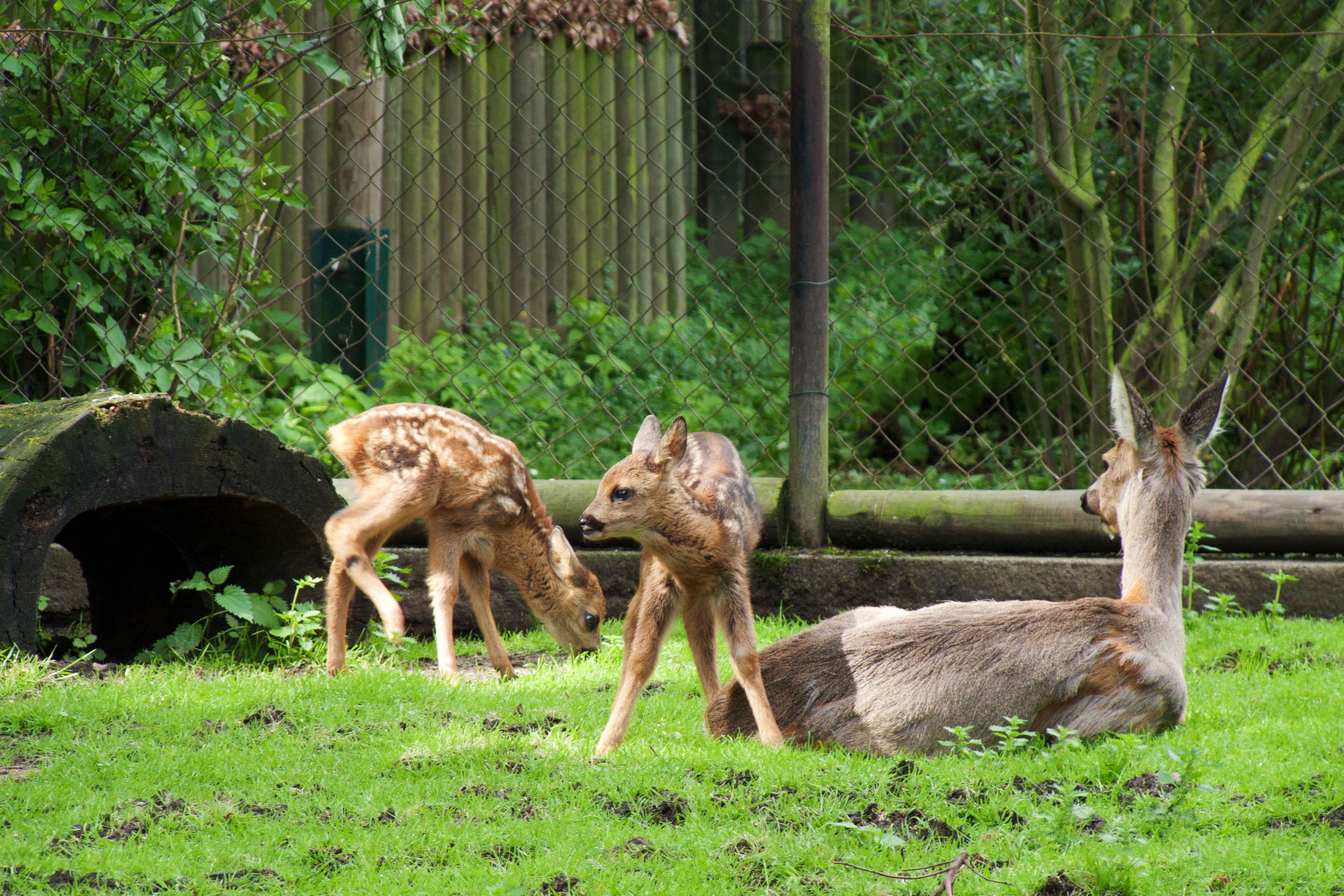
Ricke mit Kitz-Zwillingen
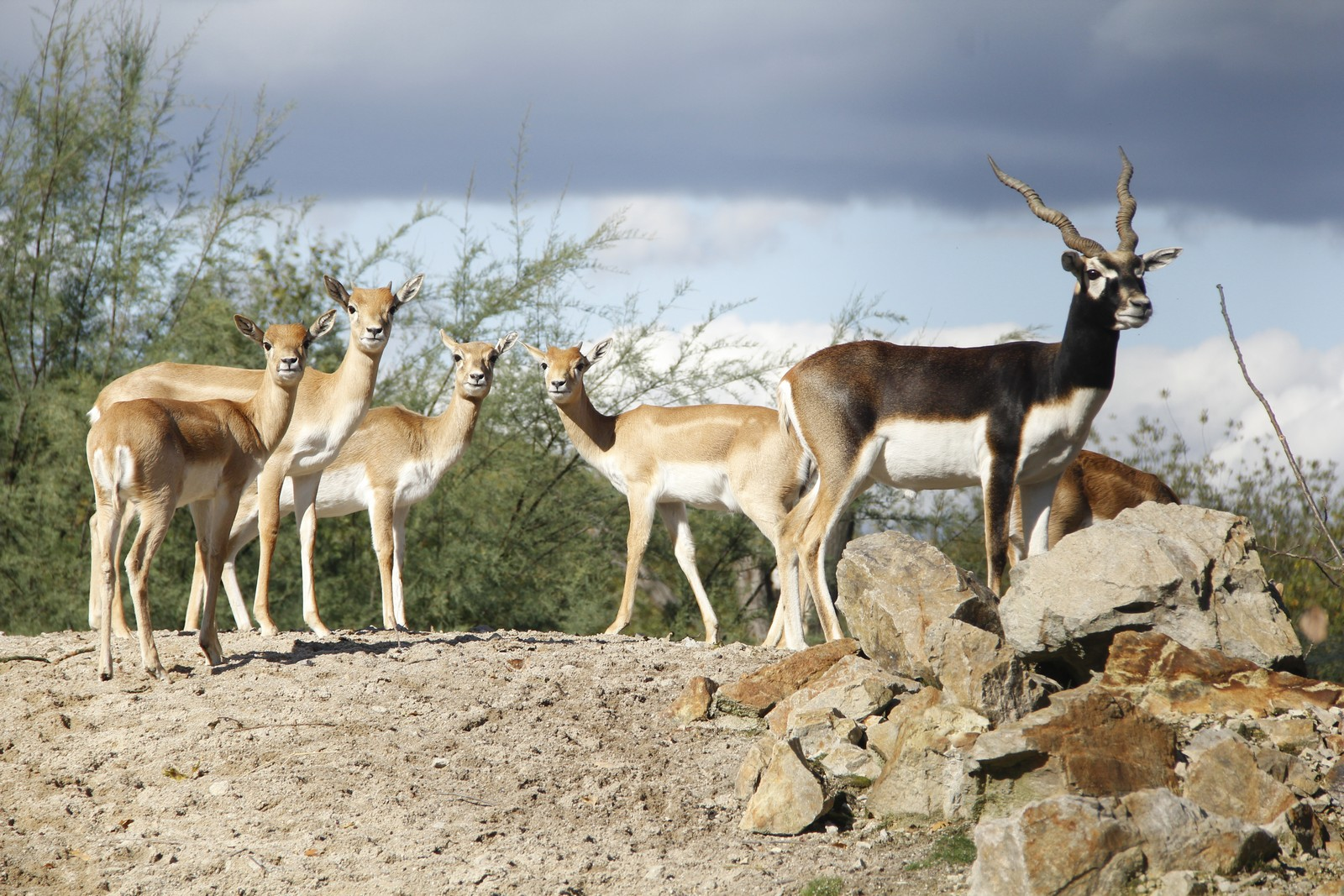
Hirschziegenantilopen
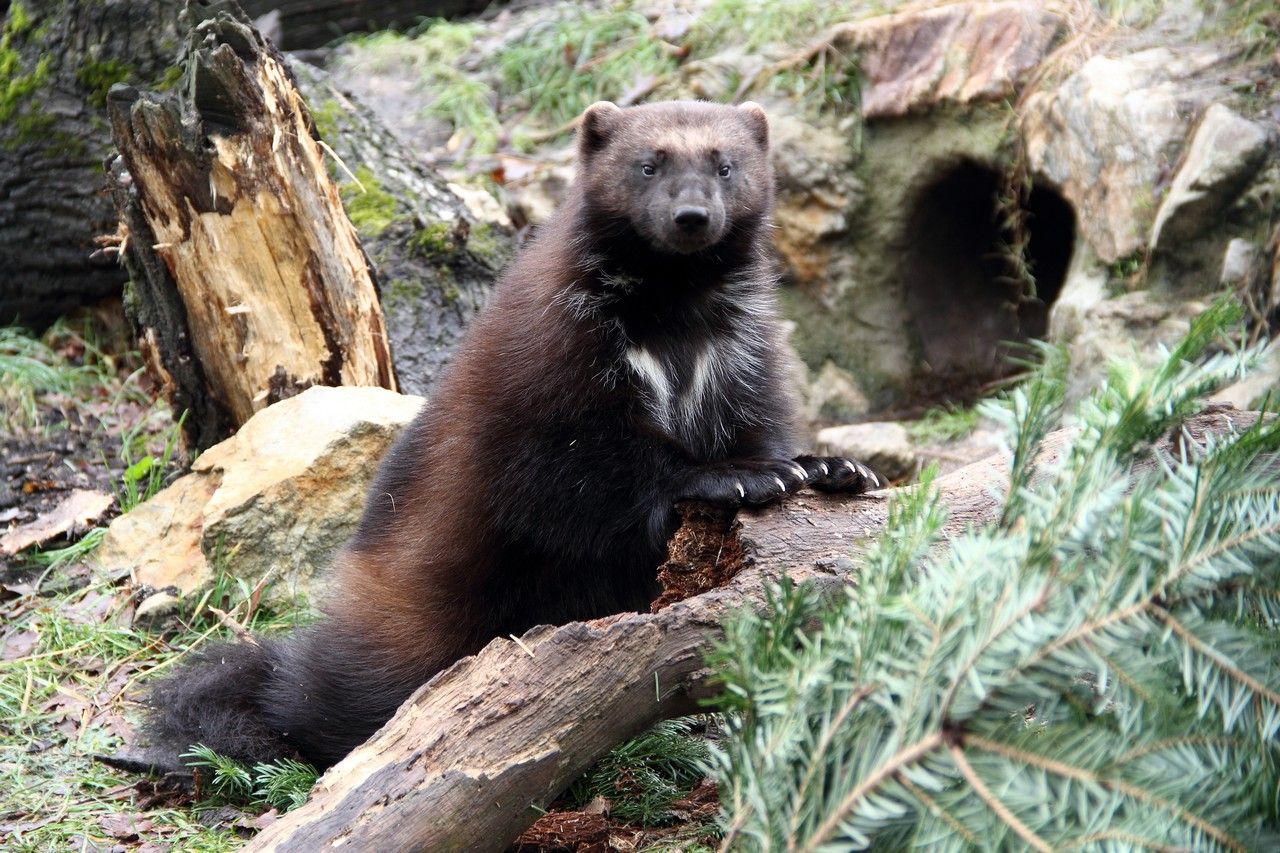
Vielfraß
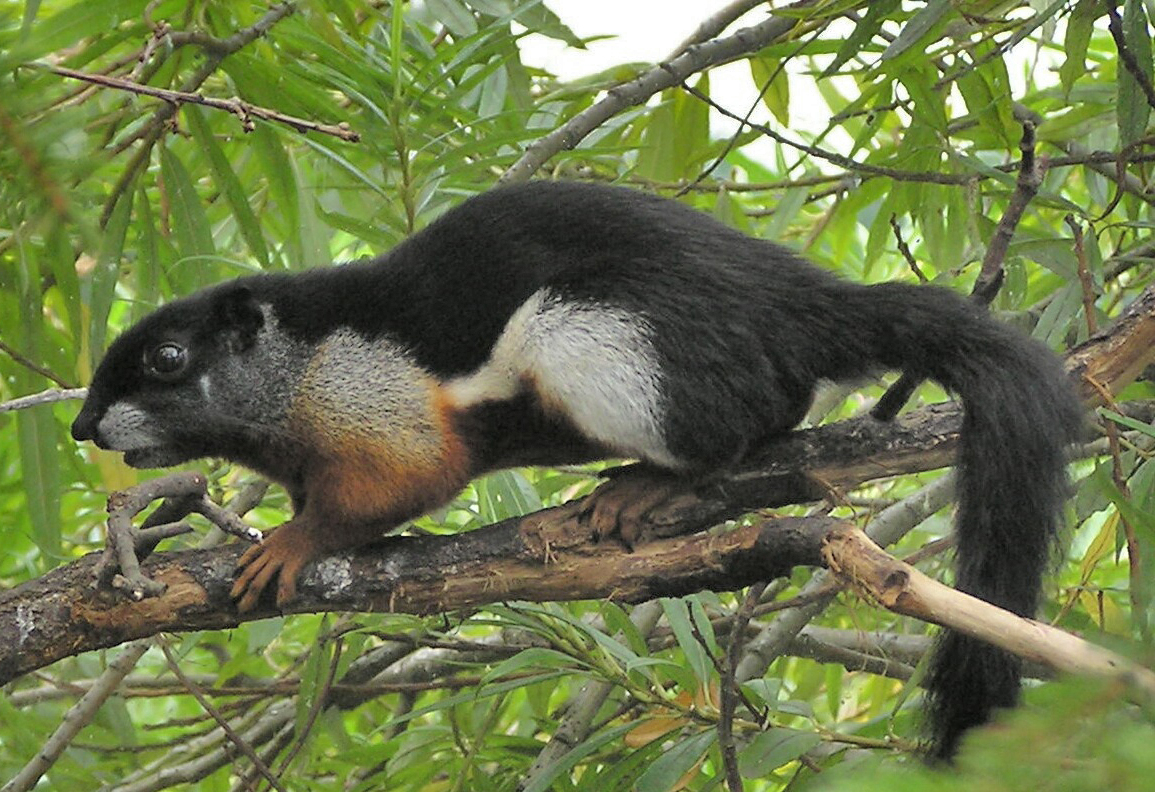
Prevost-Hörnchen
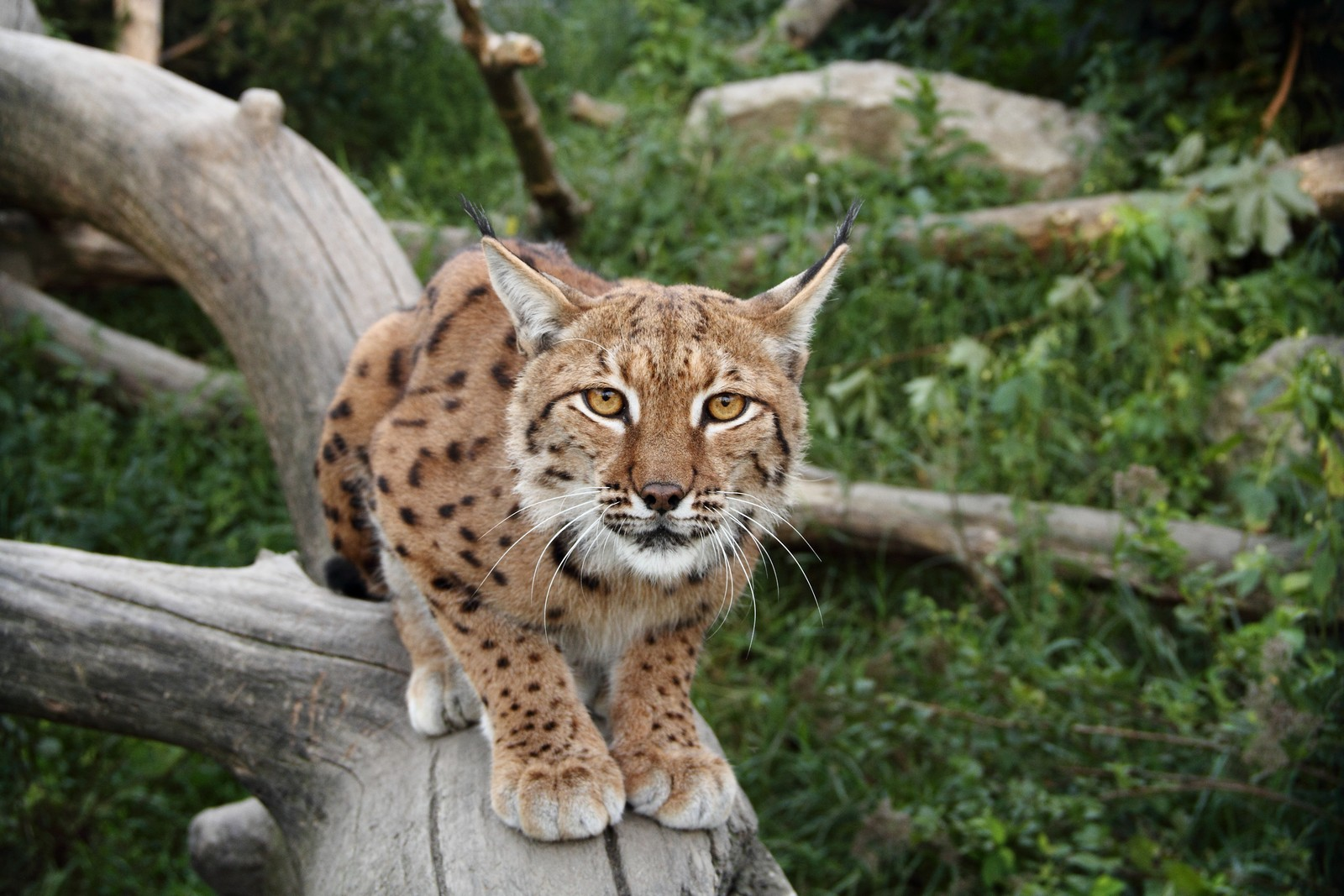
Eurasischer Luchs
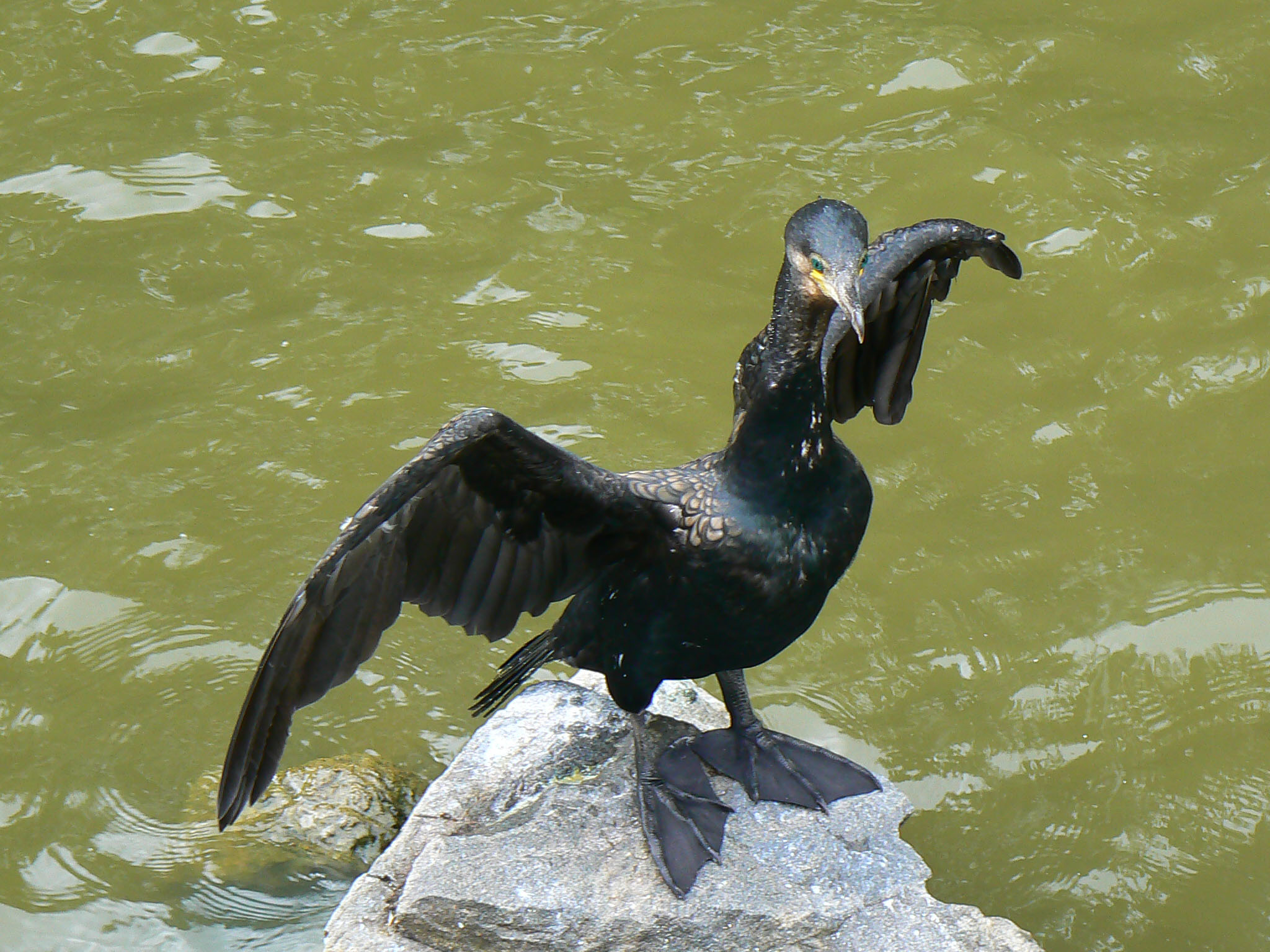
Kormoran
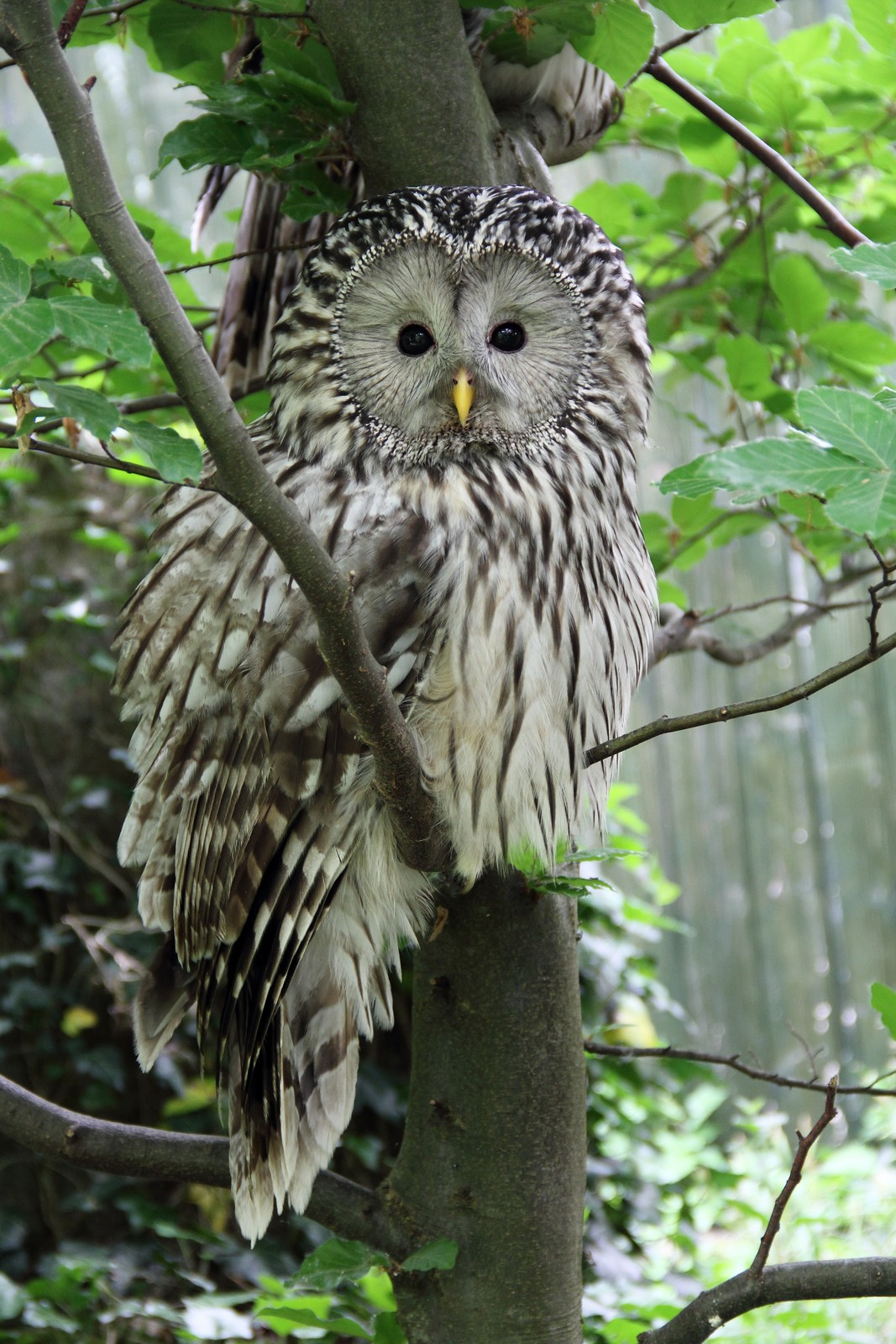
Bartkauz
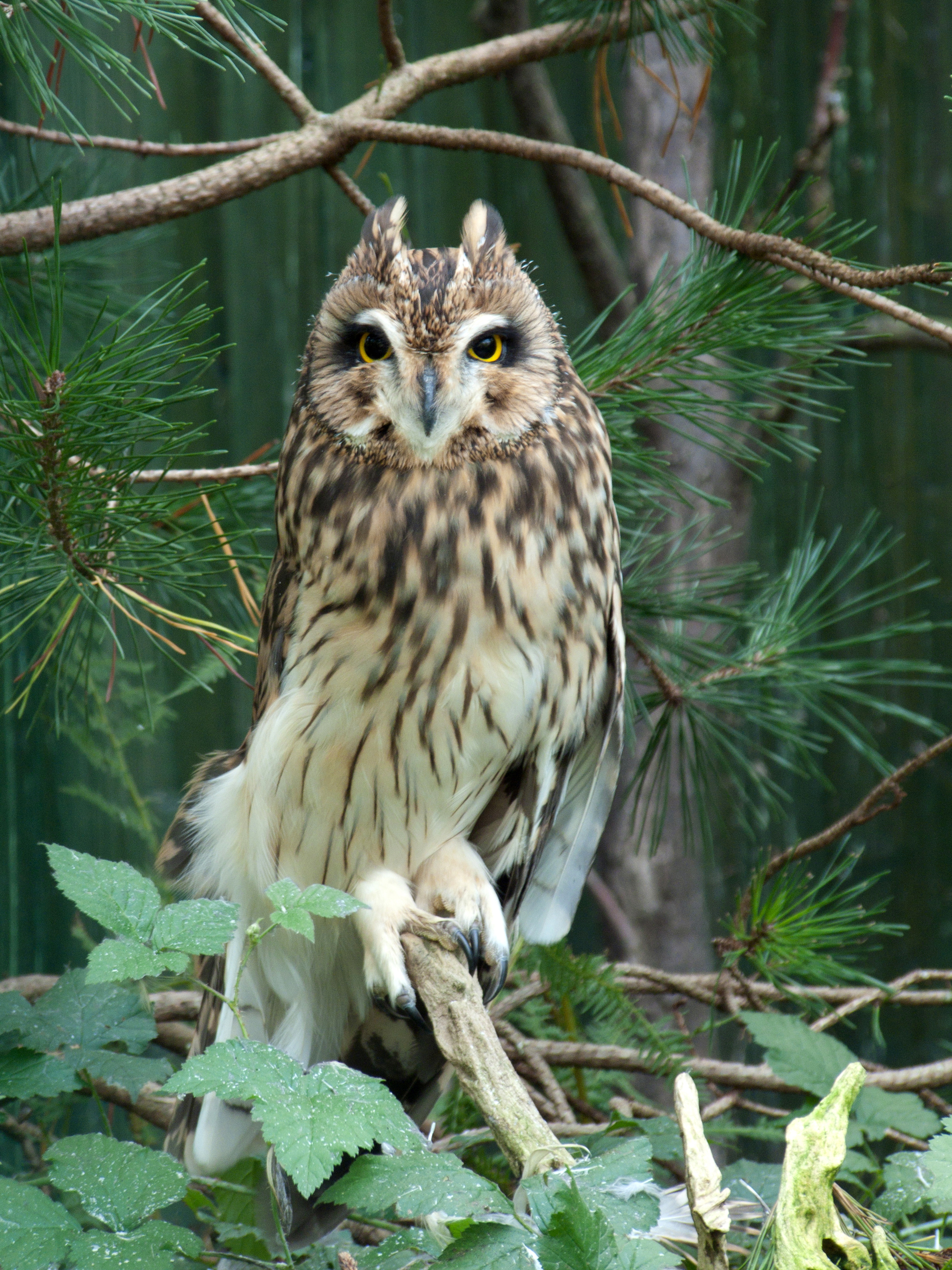
Sumpfohreule
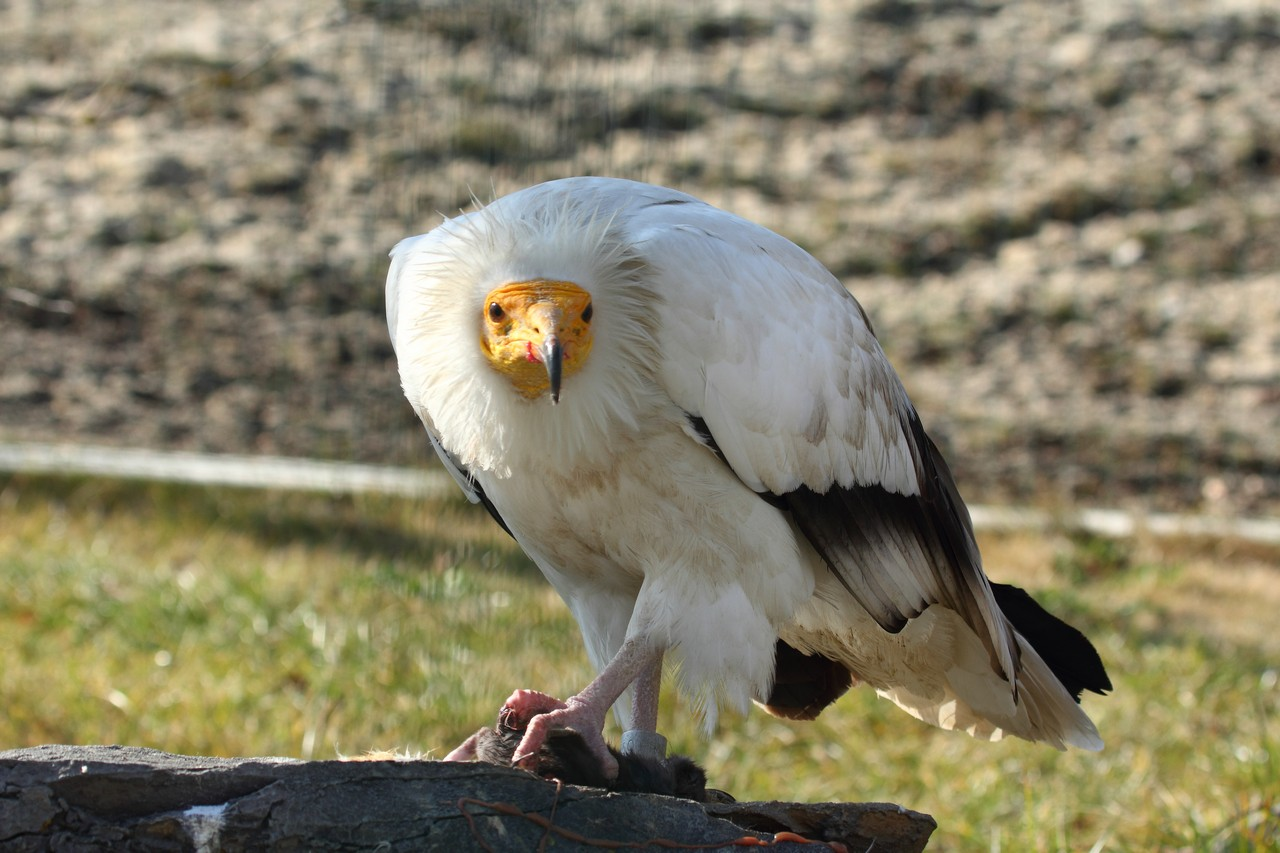
Schmutzgeier
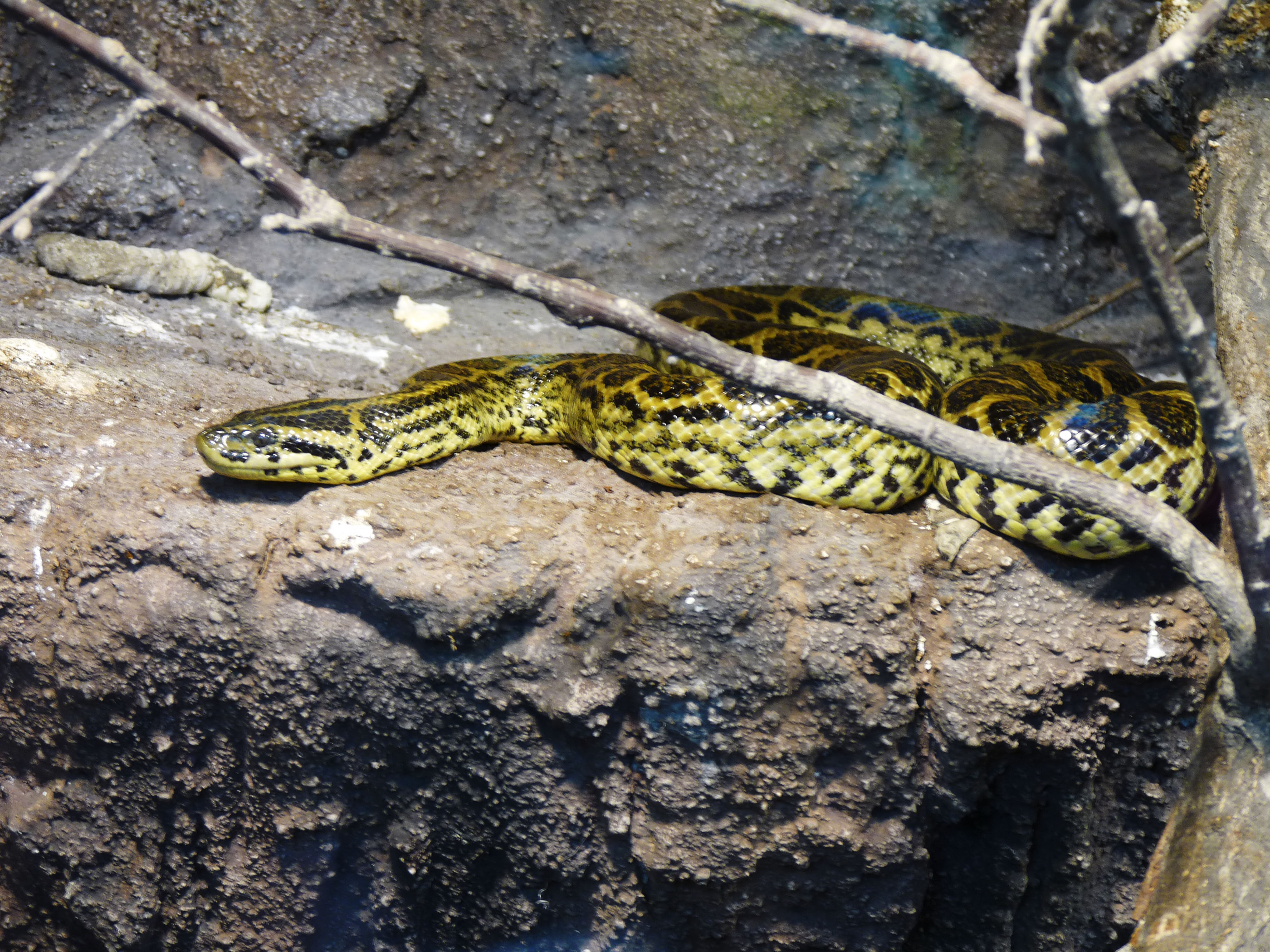
Gelbe Anakonda